# Andrew Giddings

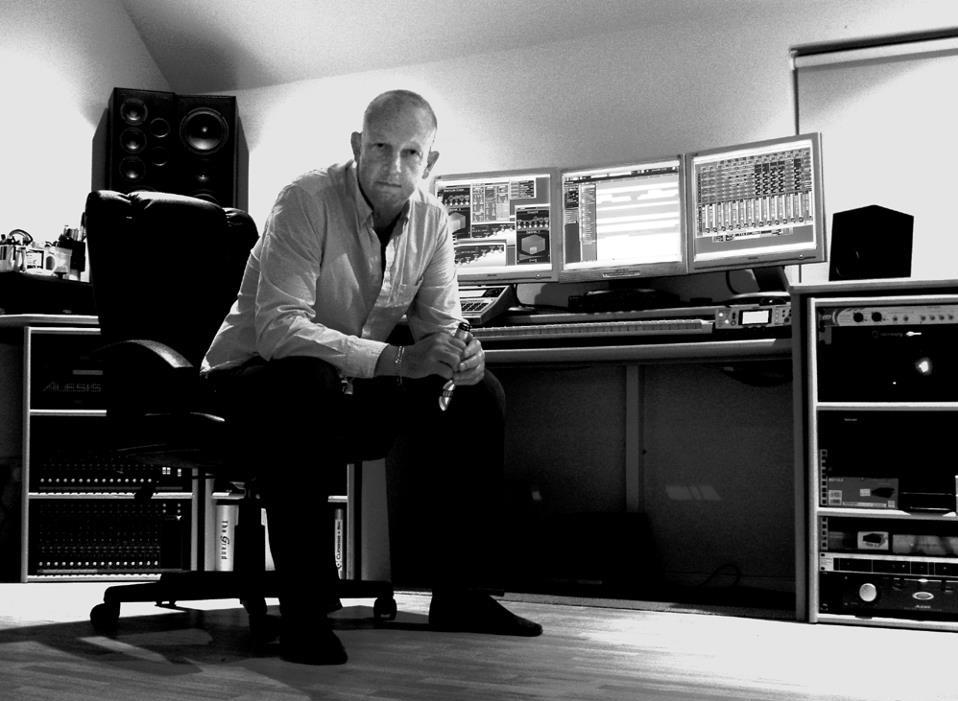
Andrew Giddings en su estudio.

Andrew Giddings (10 de julio de 1963) es un músico inglés. Generalmente, toca instrumentos de teclado, y es conocido por ser el teclista de la banda británica Jethro Tull desde el año 1991 hasta 2007, el más longevo hasta la fecha.

## Primeros años
Giddings nació en Pembury, Kent, Inglaterra. Su madre lo inscribió en lecciones de piano a una edad temprana, las cuales abandonó cuando era adolescente para aprender a tocar música pop de oído. Tras dejar la escuela, encontró empleo en una tienda de música.

## Carrera profesional
Giddings comenzó su carrera musical profesional en 1980, tocando con los grupos Profusion, The Chase y The Brothers Grimm. Más adelante, formaría su propia banda, X-statique.
Tuvo un breve periodo en solitario respaldando a artistas del pasado, grabando y haciendo giras con la banda de Eric Burdon durante unos cinco años. Más tarde grabó con varios artistas, entre ellos Leo Sayer, Sniff 'n' the Tears, Vyktoria Keating, Willy Porter y Jon Anderson de Yes.
Giddings se unió a Jethro Tull en 1991, sucediendo a Maartin Allcock. Tocó en los álbumes Catfish Rising, Jethro Tull In Concert, The Beacons Bottom Tapes, Roots to Branches, J-Tull Dot Com, Living with the Past, The Jethro Tull Christmas Album y Aqualung Live. Estuvo de gira con la banda por todo el mundo hasta 2007, cuando le sucedió John O'Hara. Giddings también tocó con Ian Anderson en dos de los álbumes en solitario de este último, Divinities: Twelve Dances with God y The Secret Language of Birds, también en discos en solitario con Martin Barre.
Tras abandonar Jethro Tull, Giddings produjo un álbum en solitario en 2010, Picture This, una colección de su música electrónica y para teclado. Más tarde prestó servicios de teclado y orquestación a través de sesiones electrónicas, y escribió y grabó música para cine y televisión en su estudio digital de Oxfordshire.